# 陽光巴士
陽光巴士（英語：Sun Bus，縮寫：SUNB）是載通國際有限公司的附屬公司。專門提供屋村巴士、員工及學童接送專車、購物商場穿梭巴士、跨境巴士營運等各種非專營巴士服務。
該集團現時為香港第2大非專營巴士公司，截至2014年年底，共擁有386輛旅遊客車。
現任執行董事為許鎮德。

## 路線
陽光巴士及其附屬公司經營多條路線，當中包括：
- 與蔚翠花園業主立案法團合作，為蔚翠花園居民提供來往蔚翠花園和上水鐵路站／蔚翠花園和中環的巴士服務（共有十多輛，免費但需持住戶証上車）
- 九龍灣企業廣場5期MegaBox (至2020年3月)
- 國際展貿中心免費穿梭巴士 （EMAX）(至2015年7月)
- 香港迪士尼樂園度假區酒店穿梭巴士 (至2016年9月）
- 居民巴士NR758線
- 香港中文大學部分校巴服務（2017年9月起，只限1、2及3號線部分班次，部分由大學交通處司機駕駛；而在2019年中大衝突後，由於原屬交通處校巴損毀，臨時校巴服務全部由陽光巴士負責，此外亦負責特別運輸，如押運試卷；之前專責校內收費小巴服務）
- 壹號雲頂至大圍站穿梭巴士
- 玖瓏山至大圍站穿梭巴士
- 珀麗灣居民巴士NR331/NR331S線
- 居民巴士NR917線
- 居民巴士NR918線
- 居民巴士NR945線

此外，陽光巴士與其他跨境客運公司合作經營往返邊境以及香港市區的跨境巴士服務，包括：
- 旺角跨境全日通

## 巴士車隊
陽光巴士有限公司現在擁有以下款式的旅遊客車：
- 斯堪尼亞K380IB：蘇州金龍（海格）A50車身
- 斯堪尼亞K280IB : 貼上＂麗城花園二期＂專用字樣及顏色
- 斯堪尼亞K114IB：中港CK2008車身
- 斯堪尼亞K94IB：中港CK2008車身車身/中港CK2005車身/捷聯JL-07車身/IRIZAR Century II車身/SC Ellite車身
- 富豪B7R：亞洲4E III車身/捷聯JL-07車身/捷聯JL-010車身/河源銀龍車身/廣州增城穗景客車有限公司車身/SC Ellite車身（中大交通組有租用此型車）

- 大宇BH117L：河源銀龍車身
- 五十鈴LV423R：捷聯JL-07車身
- 五十鈴LT134P：中港CK2000車身/中港CK1998車身/捷聯JL-07車身/捷聯JL-05車身
- 五十鈴LT134L：捷聯JL-07車身
- 日產柴油JP253S：河源銀龍車身
- 宇通ZK6119HC：宇通車身
- 宇通ZK6100H：宇通車身
- 廈門金龍XMQ6119：廈門金龍車身
- 廈門金龍XMQ6117H：廈門金龍車身
- 蘇州金龍（海格）KLQ6118Q：蘇州金龍（海格）S91車身
- 猛獅客車LBC6101：MTrams MM20車身
- 豐田Coaster
- 三菱Rosa
- Wright StreetDeck

### 過去使用巴士車款
- 猛獅18.350 HOCL/R(歐盟IV型)（A91）：MTrans MM10車身
- 猛獅18.290 HOCL/R(歐盟V型)（A91）：MTrans MM10車身（中大交通組及MegaBox專用）
- 猛獅18.280 HOCL/R(歐盟IV型)（A91）：MTrans MM10車身（MegaBox專用，雙門版）
- 猛獅16.280 HOCL/R(歐盟III型)（A67）：亞洲4E III車身/MTrans MM20車身
- 猛獅18.360 HOCL/R(歐盟III型)（A51）：捷聯JL-07車身
- 猛獅18.310 HOCL/R(歐盟III型)（A51）：Creative車身/Gemilang車身
- 猛獅13.220 HOCL/R(歐盟II型)（A53）：中港CK2000車身
- 猛獅18.280 HOCL/R(歐盟III型)（A85）：Gemilang車身（A85為中國製底盤）
- 日野RK1JR：中港CK1998車身
- 斯堪尼亞K113CRB：JuruCoach車身
- 梅賽德斯平治OH1630L：Delta Automotive車身
- 五十鈴LT133P：亞洲1995車身
- 五十鈴LT133L：亞洲1994車身/捷聯JL-04車身
- 五十鈴LT132P：捷聯JL-05車身/捷聯JL-04車身/新亞車身
- 五十鈴LT112L：亞洲M II車身/捷聯JL-04車身
- 丹尼士三叉戟：亞歷山大 ALX500車身 (開篷版)
- Neoplan CentrolinerN4426/3 (第二代)：Neoplan
- 丹尼士三叉戟：亞歴山大 ALX500車身

## 附屬公司
陽光巴士控股有限公司 現全資持有以下公司：
- 陽光巴士有限公司
- 草蜢旅運有限公司
- 奔騰旅運有限公司
- 壽聯小巴有限公司
- 敬業旅運有限公司
- 風彩旅運有限公司
- 開大旅遊服務有限公司
- 盈利環球有限公司
- 港京巴士有限公司
- 廣東長穎旅遊客運有限公司
- 香港冠一運輸有限公司
- 廣東奔力冠一旅遊客運有限公司
- 廣集旅運有限公司
- 湛港旅運有限公司
- 永銳運輸有限公司
- 開篷．陽光巴士

## 旗下國內公司
根據國內的規定，除獲豁免的公司外，所有經營國內客運服務的公司不可以以全外資的身份經營。陽光巴士與內地的合作伙伴組成以下公司（俗稱「牌頭」）經營跨境巴士服務：
- 深圳香蜜湖開大旅遊運輸有限公司
- 廣東奔力業威旅遊客運有限公司
- 湛江永銳旅遊客運有限公司

## 外部連結
- 香港巴士大典上的相关条目：陽光巴士